# F. Liska Tibor
F. Liska Tibor (Budapest, 1947. november 4. –) informatikus, közgazdász, egyetemi oktató. Az apai örökség továbbfejlesztője, a Liska-modell megfogalmazója.

## Pályafutása
Liska Tibor (1925–1994) közgazdász fia. 1966-ban érettségizett a Budapesti Fazekas Mihály Gyakorló Általános Iskola és Gimnázium első matematika szakos osztályában, 1972-ben szerzett diplomát a Marx Károly Közgazdaság-tudományi Egyetem terv-matematika szakán. Szakdolgozatát Kornai János szakszemináriumán írta. Az INFELOR számítástechnikai intézetben munkatárs, a METROBER közlekedés fejlesztő vállalatnál operációkutató, majd 30 évig (nyugdíjig) a SZTAKI tudományos munkatársa volt. 1990-ben fivérével megalapította a Liska Művek vállalkozásszervező Kft.-t.
1972-ben házasodott, felesége Barát Mária közgazdász. Két gyermekük született: János (1980) és Julianna (1982).
Sokat sportol, hódeszkázik, teniszezik, versenyszerűen bridzsezik.
Informatikusként elsősorban felhasználói felületek (user interface), adatbázisok és internetes alkalmazások fejlesztésével foglalkozott.
A kezdetektől részt vett édesapja, Liska Tibor kutatásaiban, 1979-ben írta le a modell első matematika változatát, amit később tovább fejlesztett és apja halála után nevezte el a koncepciót Liska-modellnek (először 1998-ban jelent meg a Közgazdasági Szemlében).
Sokat foglalkozik a modell továbbfejlesztésével:
- 1998 és 2018 között a Liska-modell kurzust vezette a Corvinus Egyetemen,
- Publikál a témában (lásd alább),
- Előadások, interjúk a Liska-modellről ,
- LisKaLand táborok ösztönzése és szervezése. (A LisKaLand egy “vállalkozói játszótér”, társadalmi kísérlet és fesztivál is egyben.)

### F. Liska Tibor publikációi
- Szokatlan kísérleti közgazdaságtan (2017 KÖZ-GAZDASÁG)
- Kornai - Liska (2016 Kornai János születésnapi emlékkötet)
- Alapjövedelem és társadalmi-örökség, (2014 Élet és Irodalom)
- Liska-modell variánsok (2012 Táborszervezőknek)
- ÖkLand táborszabályok (2011 Táborszervezőknek)
- Experimental Economy (2011 LisKaLand Survey)
- Információözön (2011 Kézirat)
- A Liska-modell feltételei (2011 KÖZ-GAZDASÁG)
- LisKaLand 2009 (2010 Mozgó Világ)
- Gyerektörténetek (2010 Kézirat)
- Tarantino azt üzente (2009 Kézirat)
- Verseny és együttműködés (2009 Élet és Irodalom)
- The Liska Model(2007 Society and Economy[halott link])
- Önszabályozó adózás (2006 Élet és Irodalom)
- Támogatás és irigység (2005 168 óra)
- NOL-vita a Liska-tulajdonról: Személyes és mégis társadalmi? (2005 NOL)
- A Liska-féle tulajdon (2005 Mozgó Világ)
- Villanások (2001 Kézirat)
- Bébikötvény és társadalmi örökség (2001 168 óra)
- A Liska-modell üzenete (2000 Mozgó Világ)
- Bill Gates ürügyén (2000 Beszélő)
- Ingatlanhasznosítás (2000 Önkormányzatoknak)
- Automata galéria (1999 Balkon)
- A Liska-modell (1998 Közgazdasági Szemle)
- A Pató Pál Párt Kormányprogramja (1998 Pártprogram)
- Adómentes gazdaság (1991 HVG)

### Honlap
- F. Liska Tibor
- Facebook